# قبيلة (العمريه)

خريطة قديمة للاردن تظهر فيها مضارب عشائر عرب العمري في الشمال الاردني

العمـريه او العمريون او العمريين واحدهم عُمَـري، عرب ينتمون الى قريش قدموا من مكة الى مصر ومنها الى فلسطين منها الى الاردن قبل ٧٠٠ سنة، وجزء استوطن العراق بالتحديد في الموصل وتوزعوا على بلاد الشام واليمن، العمريه قبيلة عربية كبيرة متجذرة بالتاريخ من اكبر العشائر في الاردن وفلسطين، تزعمت اربد لمده من الزمن من عشائر شمال الاردن الرئيسية، وهم بطن من بني عدي بن كعب من قريش وهم بنو امير المؤمنين الفاروق عمر بن الخطاب رضي الله عنه، من عشائر المملكة الاردنية الهاشمية الاكثر عدداً، تمتد منازلهم من اربد الى حوران.
يقول مصطفى وهبي التل عندما مكثت عند عرب العمري بحوران:
- النسب

قبيلة العمري تنتسب الى عمر بن الخطاب بن نفيل بن عبد العزى بن رباح بن عبد الله بن قرط بن رزاح بن عدي بن كعب بن لؤي بن غالب بن فهر بن مالك بن النضر وهو قريش بن كنانة بن خزيمة بن مدركة بن الياس بن مضر بن نزار بن معد بن عدنان. 

## لمحة تاريخيه
- من ابرز ما ذكر في التاريخ عن عرب العمري هو ان المتنبي اكثر مديحهم، وايضاً حاربوا الفرس وقد استعانت بهم الدولة العثمانية، وتأسيسهم دولة في جنوب اسيا واشتراك بعض فصائلهم في الثورة العربية الكبرى ضد الاتراك العثمانيين في بداية الحرب العالمية الاولى.
- من تاريخ حوران، عندما اراد الجيش الفرنسي ارسال قواته الى احتلال حوران رفض ابناء وزعماء حوران هذا القرار وعلى رأسهم الزعيم حسين ابن زقط العمري، وبعد عده حدثت حرب طاحنه عندما دخل الفرنسيين حوران مما ادى الى قتل العسكر الفرنسي بالكامل.
- من تاريخ اربد، كان اهل الرمثا رقمًا صعبًا بالنسبة للبدو الذين يمارسون الغزو ولم تشهد قرية اردنية ما شهدته الرمثا من حرابات مع "العرب"، وحين كانت قبائل مثل ولد علي - عنزة والزيادنه والعدوان والصخور والسرديه والسرحان تطوف القرى في عمان وتسلب قمحها كانوا يفكرون طويلًا قبل دخول الرمثا.. هذه ليست بشوف الحال ولا غرور معركة واحدة دخل فيها العدوان والصخور على الرمثا وكانت ميدانًا لاستعراض قوة القبيلتين المتنازعتين على ارض الرمثا وكان عيال صويت لهم في الميدان وبالمرصاد، اقام اهل الرمثا وعشائرها احلافًا مع عشائر كبيرة ك عشائر العمري، وحرب الجندلية التي حدثت عام ١٩٢١ م شارك فيها المئات من فرسان سهل حوران والرمثا وردوا الغزو القادم من تحالف سبع عشائر من البدو ولم تتمكن هذه العشائر من النيل من الرمثا ولو لمره واحده بسبب رباطة جأش اهلها رجالها وحرائرها وايضاً كانوا اهل قرى حوران في درعا واربد يمدون قرى حوران والرمثا بالسلاح والمال والمعونه لمواجهة هذه الغزوات الى ادت الى طحن سبع قبائل بدوية كان محيطها "بركة الدم" حتى منطقة "دن" وهي اليوم حيث مثلث الرمثا وفوز فرسان الرمثا.

## بعض منهم
- شاه ولي الله الدهلوي العمري، كان معروفا لكونه سبب في انتشار الاسلام في جنوب اسيا وايضا باضطهاده لامبراطورية ماراثا والسيخ. وكان له دور في بعض المعارك التي حدثت بين المسلمين خاض مع قبيلتة غمار الحروب والمعارك لانقاذ المسلمين من الانجليز.
- التابعي عبد الله بن عبد العزيز بن عبد الله بن عبد الله بن عمر بن الخطاب العمري.
- ابو العباس شهاب الدين أحمد بن فضل الله بن يحيى بن أحمد العمري، اشهر مؤرخين العرب، وكاتب انساب قبائل العرب.
- دانيال بن يوسف بن يعقوب العمري، احد قادة الجيش الاسلامي وهو مدفون في مصر.
- احمد جمال باشا الرضا العمري "1873 - 1922م" هو والي بغداد العثماني واحد زعماء جمعية الاتحاد والترقي "الباشاوات الثلاثة" الذي اشترك في ثورة "تركيا الفتاة" عام 1908م والتي اطاحت بحكم السلطان عبد الحميد الثاني ثم شارك في الانقلاب العسكري العثماني 1913م، ليشغل بعدها منصب وزير الاشغال العامة عام 1913م، ثم وزير البحرية عام 1914م، وتولى في الحرب العالمية الاولى منصب قيادة الجيش الرابع العثماني، وفي عام 1915م عين حاكما على سوريا وبلاد الشام وفرض سلطانه على بلاد الشام واصبح الحاكم المطلق فيها.
- سامي باشا الفاروقي العمري، ابن علي الرضا، عضو مجلس الاعيان العثماني، والملحق العسكري العثماني في برلين، وقائد الحملة العثمانية "الحملة الحورانية" على جبل الدروز في سوريا، وقائد الحملة العثمانية على الكرك في الاردن، ووالي المدينة المنورة لاربع سنوات 1320هـجري - 1324هـجري، وقائد الحملة العثمانية التي جهزتها الدولة العثمانية لمحاربة ابن سعود.
- الامير سالم المصلح الصوالحه، زعيم عرب العمري وشمال الاردن.

## في الاردن وفلسطين
* لابد من الاشارة الى بعض الجوانب المهمة من تاريخ عشائر العمري المتجذر وخاصة في الاردن وفلسطين، تزعمت القبيلة اربد وقد اعطى احمد باشا الجزار جد عشيرة النعامنه "النعمان" الشيخ والمجاهد الكبير عيسى النعمان العمري قريه اربد ومرو وعده قرى له، كان العثمانيين يتجنبوا الاحتكاك بالمسادين لشده قوتهم، ونخوتهم صبيان عمر، وتم اعفائهم من التجنيد لانهم ابناء الفاروق رضي الله عنه، وكانت مجموعة من عشائر اربد تحتمي وتتحالف مع العمريه لحمايه قرى هذه العشائر ومن هذه العشائر عشيرة العبيدات في ذات مره كانت امرأة تدعى موزه عبيدات كانت قرب بئر ماء صارت تصيح سمعها الشيخ مرشد الظواهره العمري وكان معه سته فرسان من العمريه وكان من ضمنهم سالم وهو في عز شبابه قضوا على العثمانيين واعادوها عند ابوها ابراهيم في الكفارات في اربد ويقال انها اعجبت بسالم، ولم يعرف عن العمريه ابدا انهم خانوا ضيفهم او خلفوا بوعدهم ويقال ان الله بارك لهم في ذريتهم بسبب اخلاقهم الطيبه فتكاثروا بسرعة، نزل عمريه برئاسة زعيمهم جبل بن اسدم العمري الى غور بيسان ثم الى غور الاربعين حيث قضوا على نفوذ بني صخر في الغور، و ولد علي - عنزة، وبني فهيد وانتزعوا الزعامة منهم، وهم خلايف الامير ابراهيم بن ايوب بن يعقوب بن الجمال يوسف بن محمد العظمي بن عبد الله بن ابراهيم الحمامي بن الشيخ عنان بن الشيخ حسن بن عبد الرحيم بن محمد بن تقي الدين بن عبد السلام بن ابراهيم بن الامام فياض بن الوالي علي بن عليم - عليل دفن في الحرم قرب يافا وشارك مع صلاح الدين الايوبي في تحرير بيت المقدس، الشيخ محمد العظمي هو جد قبيلة العمري في الاردن وبعض عمريه فلسطين وهو ينتمي الى عرب العمريه التي تمتد منازلهم من دورا الخليل الى حمامة عاد الى حمامة عند حلالة بعد ان ماتت ناقته في كفر اسد في شمال الاردن في منتصف القرن الخامس عشر 1401م - 1450م وتزوج بفتاة من عائلة في كفر اسد وبعدها ارتحل من دورا الخليل الى عنبه في شمال الاردن وبقيت ذريته في عنبه وبعد مده عاد الى كفر اسد ومعه جزء من ذريته، يقول فردريك . ج . بيك في كتابه - تاريخ شرقي الاردن وقبائلها ان احد اجداد عشائر العمريه - عشيرة المسادين المسمى محمد العظمي - العظيمي - العظميه المدفون في كفر اسد جد عشائر العمري في الاردن وبعض قرى فلسطين ارتحل من بلدة دورا الخليل القريبة من الخليل بفلسطين الى بلدة عنبه في شمال الاردن، سكنوا عنبه لاكثر من ثلاثة قرون، ولم يلبث اعقابه ان ارتحلوا من عنبه في عام 1909م ليتوزعوا على : لواء المزار الشمالي ، لواء الكورة ، لواء بني عبيد ، لواء قصبة اربد ، لواء الوسطية ، لواء بني كنانة ، لواء الاغوار الشمالية - الغور ، لواء الرمثا ، من احفاد العظميه جد عشائر العمري في الاردن الشيخ زين الدين سعد الي عقب الشيخ محمد والشيخ عبد الله والشيخ ياسين "الاخرس" والشيخ علي والشيخ راشد، اجداد عشائر العمري في فلسطين الشيخ سعيد بن موسى بن عيسى بن محمد الغزالي المدفون في جمحا - والشيخ احمد، قرى عشائر العمري في فلسطين يافا ، جنين ، الاغوار ، كفر دان ، صندلة ، فقوعة ، برقين ، رافات ، العباسية ، بيت لحم ، اللد ، الرملة ، حمامة ، دورا الخليل ، الجليل ، سرطة ، بيت عور ، حلحول ، بيت صفافا في القدس ، بيسان ، قرية نين ، رام الله ، البيرة ، دير غسانة ، عابود ، كوبر ، بني زيد ، تحالف قبيلة العمري وقبيلة التياها الموجودة في بئر السبع، وحالف العمريه قبيلة العدوان ضد الصقر، فزعه عرب العمري لرماثنه يوم حرب الجندلية التي نتج عنها طحن 7 قبائل بدويه، وكان الرماثنه يعقدون الاحلاف مع العمري فقد كانوا يمنعون الغزو من ارضهم الى الرمثا وهم ابناء عبد الله بن عمر رضي الله عنهما. 

## عشائر العمري في الاردن
المسادين
- عشيرة بني احمد
- عشيرة بني عبد الرحمن
- آل خطاب

النعمان
- عشيرة آل جراونه
- عشيرة آل عبد الله
- عشيرة آل الاحمد
- عشيرة آل العوضات
- عشيرة آل المويسات
- عشيرة آل العزايزه

الزقوط
- عشيرة العمور
- عشيرة اليونس
- عشيرة العبد
- عشيرة المصالخه

الظواهره
- آل زامل ، آل عيسى ، آل خزاعي
- آل مفلح ، آل مرشد ، آل وادي
- عشيرة السلامه

النواصره
- عشيرة الحسين
- عشيرة الحمدان

زعيم الشمال الاردني الامير سالم المصلح الصوالحه العمري يمتطي فرسه اللؤلؤي يوم حرب الجندلية الرمثا اربد

- عشيرة العثامنه : آل اسعد ، آل السعادات

الذيابات
- آل المطر
- آل الذيب
- آل العبد الرحيم
- آل الحنيف

الرزاقين
- آل شعيب
- آل باير
- آل عنبر
- آل الاخرس
- آل عرابي
- آل الرباع
- آل مقبل
- آل هويمل
- آل رستم
- آل الجويعد

بني يعقوب
- آل الشروع
- آل الصالح
- آل العثمان
- عشيرة بني موسى
- عشيرة بني عيسى

العراقبه
- آل الحيات
- آل المصالحه
- آل القاسم
- آل العمر
- آل السليمان

#### عمريه اربد
| - عشيرة ابو علوان - عشيرة المراونه - عشيرة العقله - عشيرة الخطيب - عشيرة العواشره - عشيرة الغوانمه - عشيرة المخاتير | - عشيرة الصوالحه - عشيرة الشريده - عشيرة الياسين |

## عشائر عرب العمري في فلسطين

بطون قبيلة العمريه في العراق

| - عشيرة الزعامره "العناني" - عشيرة الكلالبه - عشيرة العرور - عشيرة الرواشده - عشيرة الجوادله - عشيرة المشاريق | - آل ابو الهدى - آل العاروري - آل عبد الغني - آل السرطاوي |

- في العراق بطون قبيلة العمريه في العراق

عشائر آل عمر، الممتده في العراق قدموا من مكة في (القرن الثالث الهجري) واستوطنوا العراق بالتحديد في الموصل ويتواجدون في بغداد والبصرة والناصرية والنجف والحلة وهيت، وهم ابناء التابعي ابو عمرو عاصم بن عمر بن الخطاب رضي الله عنه، شاركت قبيلة العمري في محاربة الفرس وقد استعانت بهم الدولة العثمانية، ومن فرسانهم عبد الغني الورشان. 
- آل الخطابين
- آل فاروقي
- آل ابو الفضائل
- آل الدفتري
- آل المؤذنه
- آل فوري
- آل باشعالم
- آل مصيب

في مصر
تنسب قبيلة العمري في مصر الى ذرية الشريف علي بن عنان (المدفون بجبل القدس)، بن الوالي علي بن عليم (عليل) بن عبد الرحمن بن عبد المجيد بن ابي النجا بن ابي بكر شبانه بن ابي القاسم بن عبد الله بن الشيخ عنان بن ابي العباس بن محمد بن علي بن عليل بن محمد بن عمار العدوي بن يوسف بن يعقوب بن عبد الرحمن بن الصحابي الجليل عبد الله بن امير المؤمنين عمر الخطاب رضي الله عنهما نزل الى مصر في النصف الاول من (القرن السابع الهجري)، ومنهم 
- العنانيه
- السماعنه
- السبايعه
- الدوايدة

في نجد السعودية والبحرين
جاء جدهم الشيخ عبد الله من العراق الى بريدة عام (1100هـ) استوطن بها بعد عودته من الحج، (الحجار) هو الجد الاكبر الشيخ عبد الله العمري. 
- آل حجار
- آل مهيدي
- آل عصمان
- آل ضبان
- آل غرامه

في اليمن
جاءوا من مصر، سكنوا في قبيلة ومديرية الحداء في محافظة ذمار ينسب اليها بنو العمري، ومحافظة البيضاء والضالع ومحافظة صنعاء. 
في سوريا ولبنان
جاءوا من العراق ينتسبوا الى العثمان بن عبد الرحمن بن عثمان بن عبد الرزاق بن ابراهيم بن احمد بن عبد الرزاق بن شهاب الدين احمد بن يوسف بن عقيل بن تقي الدين ابي بكر عبد الرحمن بن برهان الدين بن ابراهيم ابن ابي عبد الله محمد بن ابي حفص احمد بن زين الدين سويدان بن شهاب الدين احمد بن القطب الشيخ عقيل المنبجي وفي النسبة منجاني وانبجاني قدس سره ابن الشيخ شهاب الدين احمد البطائحي بن الشيخ زين الدين عمر بن الشيخ عبد الله البطائحي بن الشيخ زين الدين عمر بن الشيخ سالم بن الشيخ زين الدين عمر ابن سيدنا ومولانا الامام الزاهد عبد الله رضي الله عنه ابن سيدنا ومولانا امير المؤمنين الفاروق ابي حفص عمر بن الخطاب، تتواجد القبيلة في (درعا وحوران ، دمشق ، حلب ، حمص بسوريا)، وفي طرابلس وبيروت بلبنان. 

## نخوه عمرين الحمايا
تطلق على بنو الفاروق ورجال الحجر

## بعض المراجع
1. ↑  قبائل وعشائر الأردن
2. ↑  سبائك الذهب في معرفة قبائل العرب لأبي الفوز محمد أمين البغدادي الشهير بالسويدي الكتب العلمية P.d.f كتاب 4862.
3. ↑  History موسوعة تاريخ العراق بين إحتلالين ج 3 تأليف عباس العزاوي ص 140.
4. ↑  عنان، عمري، خالد بن عبد الله ابن سيد الأهل (2019). التبيين فيمن وطئ أرض مصر من العمريين: منذ الفتح الإسلامي حتى نهاية دولة الأيوبيين، 21-648 هـ ص 11. ʻIlm li-Iḥyāʼ al-Turāth wa-al-Khidmāt al-Raqmīyah. ISBN:978-977-6644-37-3.
5. ↑  نهاية الأرب في معرفة أنساب العرب ص 180.
6. ↑  الأردن. تاريخ شرقي الأردن وقبائلها ص 200.
7. ↑  ذبيح، سبهر (2008). رسائل جيرتروود بيل 1899-1914 (فلسطين-الأردن-سورية وحائل) ص 176. قدمس للنشر والتوزيع. ISBN:978-9933-493-94-3.
8. ↑  أحمد ابن فضل الله العُمري. مسالك الأبصار في ممالك الأمصار المجلد الأول ص 100.
9. ↑  عماري، حنا (2001). قاموس العشائر في الاردن وفلسطين ص 88. دار اليازوري العلمية.
10. ↑  عويدي، عبادي، أحمد (2005). عشائر الأردن؛ جولات ميدانية وتحليلات ص 45. الاهلية للنشر والتوزيع والطباعة - لبنان. ISBN:978-9957-39-003-7.
11. ↑  معجم قبائل العرب القديمة والحديثة ج 1.
12. ↑  نهار، الشناق، محمد صبحي (2000). "أعراب بلاد الشام في عهد المماليك (648-923 / 1250-1517) صفحة 356". thesis.mandumah.com. اطلع عليه بتاريخ 2025-01-01.
13. ↑  معجم العشائر في الاردن وفلسطين